# Zjytomyr oblast
Zjytomyr oblast är ett oblast (provins) i nordvästra Ukraina. Huvudort är Zjytomyr. Området tillhör den historiska regionen Polesien.
Stora delar av oblastet förorenades av radioaktivt nedfall efter Tjernobylolyckan i april 1986. Flera städer finns inom Tjernobyls exklusionszon och andra delar av oblastet får inte bedriva jordbruk.